# You Are the One
«You Are The One»  es una canción de la banda noruega a-ha, lanzada en noviembre de 1988 como el quinto sencillo del álbum, Stay on These Roads.

## Video musical
- Dirección: Damon Heath.[2]
- Video filmado en Nueva York, Estados Unidos, mostrando lugares como el World Trade Center (Torres Gemelas), desde varios ángulos, y al restaurante "Moondance", que también aparece en Hombre Araña y Friends.
- Disponible en Headlines and Deadlines.

## Información de los sencillos[3]

### Sencillo en vinilo de 7"
- Sencillo de Francia de 7"

Presenta a You Are The One (7" Remix) (3:48) y a Out Of Blue Comes Green (6:40).
- Prueba de Prensa de Francia de 7"

Presenta a You Are The One (7" Remix) (3:48) y a Out Of Blue Comes Green (6:40).
- Sencillo de Alemania de 7"

Presenta a You Are The One (7" Remix) (3:48) y a Out Of Blue Comes Green (6:40).
- Promoción en Japón

Esta Promoción de 7" Presenta a You Are The One (3:47) y a Through The Storm quizás de Aretha Franklin o de Elton John.
- Promoción en España

Esta Promoción de 7" Presenta a You Are The One (3:47).
- Sencillo de UK de 7"

Presenta a You Are The One (7" Remix) (3:48) y a Out Of Blue Comes Green (6:40).
- Sencillo de UK de 7" (Edición Limitada)

Presenta a You Are The One (7" Remix) (3:48) y a Out Of Blue Comes Green (6:40), que incluye una tarjeta de Navidad autografiada y con mensajes personales de a-ha.

### Sencillo en vinilo de 12"
- Promoción en Brasil

Presenta a You Are The One (3:47) y canciones de otros artistas.
- Sencillo de Francia de 12"

Presenta a You Are The One (12" Remix) (6:25), You Are The One (Instrumental) (4:00) y a Out Of Blue Comes Green (6:40).
- Sencillo de Alemania de 12"

Presenta a You Are The One (12" Remix) (6:25), You Are The One (Instrumental) (4:00) y a Out Of Blue Comes Green (6:40).
- Sencillo de UK de 12"

Presenta a You Are The One (12" Remix) (6:25), You Are The One (Instrumental) (4:00) y a Out Of Blue Comes Green (6:40).
- Sencillo de UK de 12" (Sencillo Limitado)

Presenta a You Are The One (12" Remix) (6:25), You Are The One (Instrumental) (4:00) y a Out Of Blue Comes Green (6:40), este sencillo tiene otra fotografía en la portada, siendo esta la mayor diferencia de este segundo sencillo lanzado en UK.
- Promoción en UK

Esta Promoción de 12" presenta a You Are The One (12" Remix) (6:25), 
You Are The One (Dub Version) (7:18) y a You Are The One (7" Remix) (3:48)

### Sencillo en CD
- Sencillo de 3" de Japón

Presenta a You Are The One (7" Remix) (3:48) y a Out Of Blue Comes Green (6:40) 
- Sencillo de 3" de Japón (Gatsby)

Presenta a You Are The One (7" Remix) (3:48) y a Out Of Blue Comes Green (6:40). No se sabe si es lo único que contiene. 
- Sencillo de 3" de Alemania y UK

Presenta a You Are The One (7" Remix) (3:48), Scoundrel Days (3:56)
y a Out Of Blue Comes Green (Version LP) (6:40).

## Posicionamiento en listas
| Listas (1988–1989)                    | Máxima posición |
| ------------------------------------- | --------------- |
| Alemania (Offizielle Deutsche Charts) | 30              |
| Bélgica (Flandes) (Ultratop 50)       | 22              |
| Europa (Eurochart Hot 100 Singles)    | 44              |
| Francia (SNEP)                        | 21              |
| Irlanda (IRMA)                        | 12              |
| Países Bajos (Mega Single Top 100)    | 56              |
| Reino Unido (UK Singles Chart)        | 13              |